# Théodore Rousseau

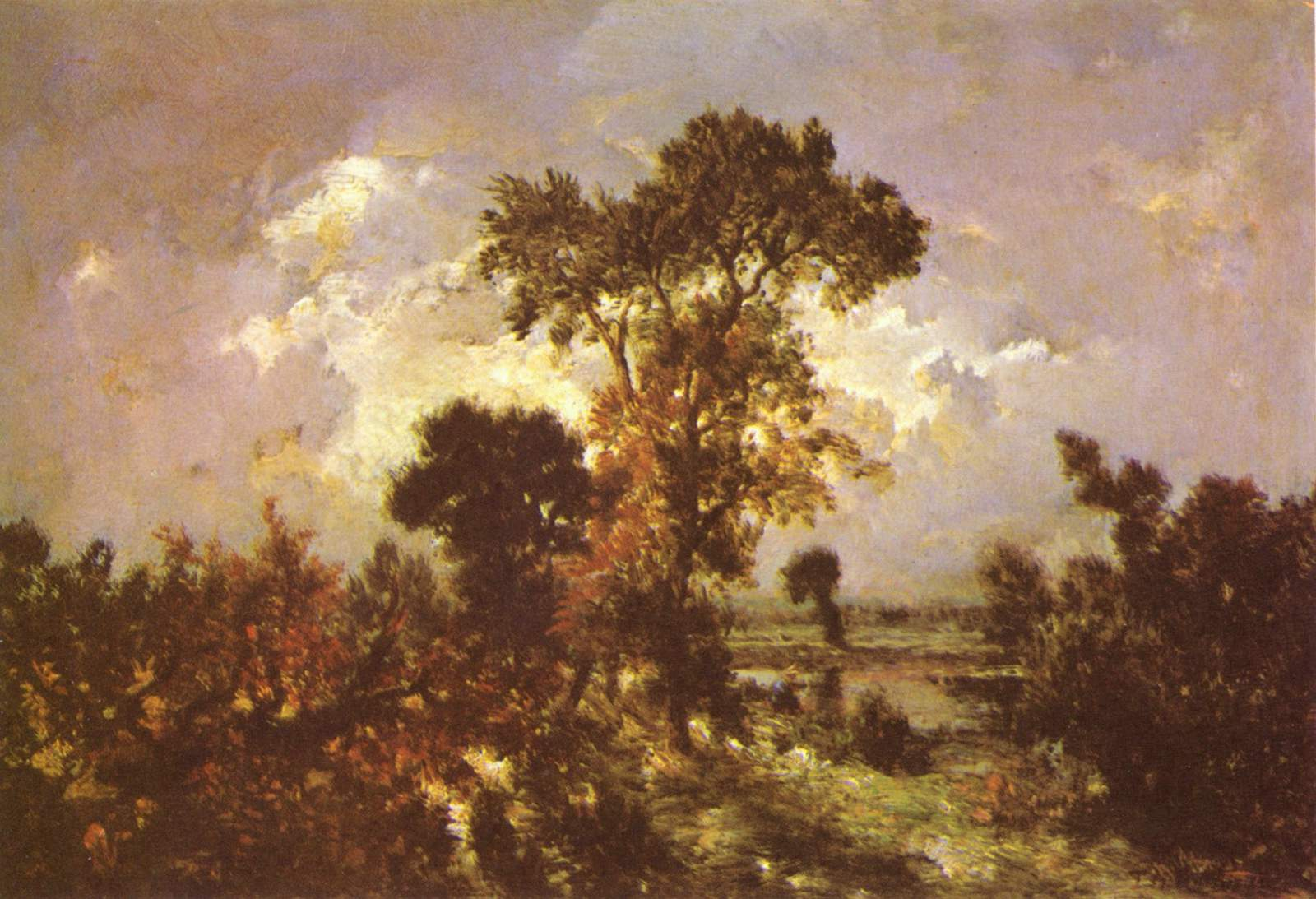
Rybář, 1848–9

Théodore Rousseau (15. dubna 1812, Paříž – 22. prosince 1867, Barbizon) byl francouzský malíř, zakladatel a hlavní představitel barbizonské školy, jež sdružovala francouzské malíře, kteří se věnovali krajinomalbě.
Po počátečním období romantického okouzlení krajinou se Rousseau posléze plně věnoval studiu krajiny v jejím přirozeném charakteru. Náměty pro svá díla čerpal zejména z okolí Barbizonu na pokraji fontainebleauského lesa, kde bydlel.
Jeho socha je jednou ze 146 soch umístěných na fasádě budovy Hôtel de ville de Paris.